# Marathon van Frankfurt 1984
De marathon van Frankfurt 1984 werd gelopen op zondag 13 mei 1984. Het was de vierde editie van deze marathon.
De Ethiopiër Dereje Nedi finishte bij de mannen als eerste in 2:11.18. Hij verbeterde hiermee het parcoursrecord. Bij de vrouwen won de Duitse Charlotte Teske de wedstrijd in 2:31.46.
In totaal schreven 6613 lopers zich in voor de wedstrijd, waarvan er 5622 finishten.

## Uitslagen

### Mannen
| rang   | naam              | land | tijd    |
| ------ | ----------------- | ---- | ------- |
| Goud   | Dereje Nedi       | ETH  | 2:11.18 |
| Zilver | Kebede Balcha     | ETH  | 2:11.40 |
| Brons  | Cidalio Caetano   | POR  | 2:11.42 |
| 4      | Bruno Lafranchi   | SUI  | 2:12.57 |
| 5      | Ahmet Altun       | TUR  | 2:13.07 |
| 6      | Peter Lyrenmann   | SUI  | 2:13.34 |
| 7      | Delfim Moreira    | POR  | 2:13.36 |
| 8      | Luc Waegeman      | BEL  | 2:14.08 |
| 9      | Rudi Dirickx      | BEL  | 2:14.26 |
| 10     | Michael Longthorn | ENG  | 2:14.45 |

### Vrouwen
| rang   | naam            | land | tijd    |
| ------ | --------------- | ---- | ------- |
| Goud   | Charlotte Teske | GER  | 2:31.16 |
| Zilver | Gabriela Wolf   | GER  | 2:35.41 |
| Brons  | Doris Schlosser | GER  | 2:35.43 |
| 4      | Elisabeth Schuh | VEN  | 2:36.17 |
| 5      | Ilona Zsilak    | HUN  | 2:38.27 |
| 6      | Birgit Lennartz | GER  | 2:39.41 |
| 7      | Heidi Hutterer  | GER  | 2:40.22 |
| 8      | Denise Alfvoet  | BEL  | 2:41.04 |
| 9      | Ilona Janko     | HUN  | 2:42.12 |
| 10     | Angelika Dunke  | GER  | 2:43.23 |

1981 ·
1982 ·
1983 ·
1984 ·
1985 ·
1986 ·
1987 ·
1988 ·
1989 ·
1990 ·
1991 ·
1992 ·
1993 ·
1994 ·
1995 ·
1996 ·
1997 ·
1998 ·
1999 ·
2000 ·
2001 ·
2002 ·
2003 ·
2004 ·
2005 ·
2006 ·
2007 ·
2008 ·
2009 ·
2010 ·
2011 · 
2012 · 
2013 · 
2014 · 
2015 · 
2016 · 
2017